# Tricalysia elliottii
Tricalysia elliottii är en måreväxtart som först beskrevs av Karl Moritz Schumann, och fick sitt nu gällande namn av John Hutchinson och John McEwan Dalziel. Tricalysia elliottii ingår i släktet Tricalysia och familjen måreväxter.

## Underarter
Arten delas in i följande underarter:
- T. e. centrafricana
- T. e. elliottii